# Nükhetsezâ Sultan
Nükhetsezâ Sultan fue la consorte del sultán otomano Abdul Hamid I. Fue la madre del sultán Mustafá IV.

## Biografía
Nükhetsezâ Hanımefendi fue la madre del sultán Mustafá IV. Actuó como la Bash Iqbal (que en turco significa "la cortada cabeza") en el harén de Abdul Hamid I hasta que su hijo ascendió al trono. Como Ayşe Sine era la primera esposa del difunto Abdul Hamid I, a Nükhetsezâ Hanımefendi no le fue permitido ser una Valide Sultan, a pesar de ser la jefa del harén. Nükhetsezâ Hanımefendi vivió hasta 1850, 22 años más que Ayşe Sineperver Sultan, falleciendo a la edad de 90 años.

## Lecturas
- Peirce, Leslie P., The Imperial Harem: Women and Sovereignty in the Ottoman Empire, Oxford University Press, 1993, ISBN 0-19-508677-5 (paperback).
- Yavuz Bahadıroğlu, Resimli Osmanlı Tarihi, Nesil Yayınları (Ottoman History with Illustrations, Nesil Publications), 15th Ed., 2009, ISBN 978-975-269-299-2 (Hardcover).